# 谭宗浚
谭宗浚（1846年—1888年），原名懋安，字叔裕，广东广州府南海县（今属广州市白云区江高镇沙龙村）人，清末政府官员，诗人和美食家，谭家菜的创始人。

## 生平
谭宗浚八岁作《人字柳赋》，咸丰十一年，16岁即中举人，于同治十三年（1874年）的科举殿试考中榜眼，成为北京翰林院编修，加侍读衔。光绪二年（1876年）充四川督学，任满时选学生的诗文编成《蜀秀集》。光绪八年（1882年），谭宗浚担任江南乡试的副考官，十一年（1885年）离京外任云南粮储道，十四年（1888年）回乡途中去世于广西隆安。
他是清末岭南有名的诗人之一；爱好藏书，最多时自称有十二万卷。去世后，其子谭瑑青为了补贴家用，将其家宴菜肴发展并变相对外营业，称为谭家菜。

## 家族
父谭莹（1800年－1871年），教育家、藏书家，曾任大学士。

## 著作
- 《荔村草堂诗钞》十卷
- 《荔村草堂诗续钞》
- 《芳洁斋赋草》四卷
- 《希古堂诗文集》
- 《辽史绪论》
- 《遼史紀事本末》（未刊行）